# أناكولاز
أناكولاز(Anacaulase )، الذي تحت الإسم التجاري نيكسوبريد(Nexobrid )، هو دواء يستعمل لعلاج الحروق. فيستخدم على وجه التحديد للمساعدة في إزالة الأنسجة الميتة التي جفت للحروق العميقة ذات السماكة الجزئية أو السماكة الكاملة.  و يطبق على المنطقة المصابة من الجلد. 
تشمل الآثار الجانبية الشائعة لهذا العقار على: الحمى و الحكة.  إضافة إلى ذلك، فقد تشمل الآثار الجانبية الأخرى ردود الفعل التحسسية، بما في ذلك الحساسية المفرطة، و الألم، و إصابة الأنسجة الأخرى أيضا.  و هو عبارة عن تركيز من الإنزيمات البروتينية الغنية بالبروميلين. 
تمت الموافقة عليه للاستخدام الطبي في أوروبا في عام 2012 و في الولايات المتحدة في عام 2022.   يتم صنع مكوناته من جذع نبات الأناناس.  و من المتوقع أن يصبح متاحًا في الولايات المتحدة في منتصف عام 2023.  أما في المملكة المتحدة فقد أدرج باعتباره من بين أعلى التكاليف اعتبارًا من عام 2022. 